# 1336
Cette page concerne l'année 1336  du calendrier julien. Pour l'année 1336 av. J.-C., voir 1336 av. J.-C.  Pour les articles homonymes, voir 1336 (homonymie).
L'année 1336 est une année bissextile qui commence un lundi.

## Événements
- 24 janvier : mort d'Alphonse IV d'Aragon. Début du règne de Pierre IV le Cérémonieux (1319-1387), roi d’Aragon (fin en 1387)[1].
- Mars : Philippe VI de France réunit une flotte à Marseille pour gagner la Terre sainte[2].

- 26 avril : le poète François Pétrarque et son frère Gérard (Gherardo), accompagné d'un berger, font la première ascension du mont Ventoux au départ de Malaucène[3].
- 5 mai[4] : décret royal ordonnant le regroupement des Juifs de Pampelune dans des quartiers obligatoires et délimités[5].
- 20 juin : bulle Summi magistri dite bénédictine, qui réforme la règle des Bénédictins et des Cisterciens[6].

- 4 juillet, Japon : Masashige Kusunoki et d’autres loyalistes sont écrasés à la bataille de Minatogawa[7], parce que l'empereur Go-Daigo refusait de quitter Kyōto. Obligé d’abdiquer en faveur d’un membre de la branche aînée, Go-Daigo s’enfuit à Yoshino, au sud de Nara, et y établit une cour rivale, la Cour du Nord, qui se maintient jusqu’en 1392. Takauji Ashikaga rétablit par un nouveau code les pleins pouvoirs du shogun. C'est le début de la période de Muromachi (jusqu'en 1582) et d'une guerre entre les deux cours (Nanboku-chō) (fin en 1392)[8].

- 9 août : création du collège de l’Ave Maria à Paris par le conseiller du roi Jean de Hubant[9].
- 5 octobre : le roi Édouard III d'Angleterre intrigue en Flandre. Il y interdit l'exportation de laine anglaise, ce qui provoque un soulèvement des tisserands flamands conduit par Jacob van Artevelde[10].
- 28 novembre : Benoît XII adresse aux Franciscains la bulle de réforme Redemptor noster[11]. Il insiste sur la formation des missionnaires dont la foi et la science doivent avoir été vérifiées avant le départ.

- Inde : à Kampilî, la population se révolte contre le gouverneur tughluq. Le sultan de Delhi relâche alors les deux fils d’un chef local, Harihara et Bukka, converti à l'Islam, en espérant que les choses rentreraient dans l’ordre. Harihara rejette la suzeraineté tughluq, retourne à l'hindouisme et crée le royaume hindou de Vijayanâgara, qu'il consolide avec ses quatre frères jusqu'à occuper tout le sud du Dekkan face à l'emprise musulmane. Il règne jusqu'en 1356[12].